# Torres Novas
Torres Novas ('toʁɨʃ 'nɔvɐʃ) è una città e un comune portoghese di 36.908 abitanti (nel municipio)e circa di 15.000 (nella città). È situato nel distretto di Santarém.

## Storia
La cittadina, fortificata, si trova sul rio Almonda nella regione del Ribatejo. Deve il suo nome ai Romani che la chiamarono Nova Augusta e al castello costruito nel XIV secolo da Ferdinando I del Portogallo re della dinastia dei Borgogna che regnò dal 1367 al 1383. 

## Monumenti e luoghi d'interesse
Lungo il fiume sorsero i mulini ad acqua delle prime cartiere e industrie tessili che ne hanno caratterizzato l'economia.
Oltre al castello è interessante il Museu Municipal Carlos Reis di archeologia, etnografia e pittura portoghese dei secoli XIX-XX.
Nelle vicinanze si trovano gli scavi della villa romana di Cardillio, che testimoniano la presenza di un insediamento romano nel territorio.
Nei dintorni ad ovest a meno di 10 km si trova il Parque Natural de Aire e dos Candeeiros di 34000 ha. in un'area di confine fra l'Estremadura e il Ribatejo che è caratterizzato da fenomeni carsici che hanno dato luogo alla formazione di grotte visitabili e alcune di grandi dimensioni con laghetti e ricche di concrezioni.

## Società

### Evoluzione demografica
| Popolazione di Torres Novas (1801 – 2004) | Popolazione di Torres Novas (1801 – 2004) | Popolazione di Torres Novas (1801 – 2004) | Popolazione di Torres Novas (1801 – 2004) | Popolazione di Torres Novas (1801 – 2004) | Popolazione di Torres Novas (1801 – 2004) | Popolazione di Torres Novas (1801 – 2004) | Popolazione di Torres Novas (1801 – 2004) | Popolazione di Torres Novas (1801 – 2004) |
| ----------------------------------------- | ----------------------------------------- | ----------------------------------------- | ----------------------------------------- | ----------------------------------------- | ----------------------------------------- | ----------------------------------------- | ----------------------------------------- | ----------------------------------------- |
| 1801                                      | 1849                                      | 1900                                      | 1930                                      | 1960                                      | 1981                                      | 1991                                      | 2001                                      | 2004                                      |
| 16494                                     | 16002                                     | 35460                                     | 33892                                     | 36732                                     | 37399                                     | 37692                                     | 36908                                     | 37155                                     |

## Freguesias
- Alcorochel
- Assentis
- Brogueira
- Chancelaria
- Lapas
- Meia Via
- Olaia
- Paço
- Parceiros de Igreja
- Pedrógão
- Riachos
- Ribeira Branca
- Salvador
- Santa Maria
- Santiago
- São Pedro
- Zibreira